# Upplands runinskrifter 650
Upplands runinskrifter 650 är en vikingatida runsten av rödgrå granit i Jädra, Övergrans socken och Håbo kommun. Runstenen är cirka 2,3 meter hög och 1,15 meter bred. Runhöjden är 5-7 centimeter. Stenen är inte signerad men attribueras till Balle.

## Inskriften
Translitterering av runraden:
· ulfkair · auk · ha(l)ftan · þair letu · raisa · stn · at · sikraif · faþur · sin · kuþ · hielbi ... hans ·
Normalisering till runsvenska:
Ulfgæiʀʀ ok Halfdan þæiʀ letu ræisa stæin at Sigræif, faður sinn. Guð hialpi [and] hans.
Översättning till nusvenska:
Ulvger och Halvdan de läto resa stenen efter Sigrev, sin fader. Gud hjälpe hans ande.